# Josef Niederhammer
Josef Niederhammer (* 27. September 1954 in Linz) ist ein österreichischer Kontrabassist.

## Karriere
Josef Niederhammer lernte ab seinem 6. Lebensjahr Violine sowie
Cello, mit 14 Jahren wechselte er zum Kontrabass. Sein Studium an der Universität für Musik und darstellende Kunst Wien schloss er 1977 mit Auszeichnung ab. Schon während des Studiums hatte er erste Engagements bei renommierten Orchestern, darunter den Wiener Symphonikern aufzuweisen. 

### Orchestertätigkeiten
Niederhammer war als Kontrabassist in vielen Orchestern aktiv, herauszustellen sind hier vor allem die Tätigkeit als Solobassist im Bayerischen Staatsorchester München von 1978 bis 1986 und die anschließende Anstellung als Solobassist der Münchner Philharmoniker (bis 1991).

### Lehrtätigkeit
Von 1979 bis 1984 hatte Niederhammer einen Lehrauftrag am Richard-Strauss-Konservatorium München, danach war er 11 Jahre lang als Dozent an der Münchner Hochschule für Musik. Seit 1991 ist er ordentlicher Professor für Kontrabass an der Universität für Musik und darstellende Kunst Wien. Von 2001 bis 2004 war er zudem noch als Gastdozent am Royal Northern College of Music Manchester.